# Prigorie
Prigoria (Merops apiaster) este o pasăre migratoare, zveltă, din familia meropidelor (Meropidae), ordinul coraciiformelor (Coraciiformes) răspândită în mare parte a Europei, nordul Africii, de mărimea unei turturele, viu colorată cu capul și spatele cafenii, bărbia galbenă, pieptul albastru, coada verde, aripile galben, cafeniu și verde, cu ciocul lung, subțire, ascuțit și ușor curbat în jos și cu coada lungă și ascuțită, care trăiește prin malurile lutoase ale unor ape și se hrănește în zbor mai ales cu viespi și cu albine. În România este oaspete de vară (mai-august). Iernează în Sudul Africii.

## Etimologie și denumiri
Denumirea provine de la verbul „a se prigori”, care înseamnă „a se expune la dogoarea soarelui”. Mai este numită prigoare, albinărel, furnicar, viespar. Aceeași pasăre o descriu și unele regionalisme: albinar, albinel, ploier, ploiește, ploiete, prigorean, viespariță, ciuma-albinelor, lupul-albinelor. O denumire învechită este „merop”.

## Hrănirea
Denumirile populare sugerează că prigoriile mănâncă numai albine sau viespi. În realitate, impactul lor asupra populațiilor de albine este însă mic. Mănâncă mai puțin de 1% din albinele lucrătorilor în zonele în care trăiesc. Meniul acestor păsări este mult mai extins. Ghidurile de păsări descriu modul de hrănire al acestor păsări ca fiind specializate în capturarea insectelor în zbor, preferabil Hymenoptera, care reprezintă între 69.4% și 82% din meniul acestor păsări.  Hymenoptera este denumirea științifică comună a albinelor, viespilor, furnicilor și la nivel global acoperă peste 150.000 de specii. Cercetările au evidențiat și faptul că aceste păsări selectează speciile pe baza dimensiunii acestora, preferă insectele mai mari, implicit cu valoare nutrițională mai mare, în special în perioada de hrănire a puilor.

## Specie protejată de lege
Merops apiaster (Prigoria) este o specie de pasare inclusă în Anexa 4 B (SPECII DE INTERES NAȚIONAL, Specii de animale și de plante care necesită o protecție strictă) din Ordonanța de urgență nr. 57/2007 privind regimul ariilor naturale protejate, conservarea habitatelor naturale, a florei și faunei sălbatice. 
Conform articolului 33 alin. (2) din acest act normativ, în vederea protejării tuturor speciilor de păsări, inclusiv a celor migratoare, sunt interzise și poate constitui infracțiune, pedepsindu-se cu închisoare de la 3 luni la un an sau cu amendă penală:
a) uciderea sau capturarea intenționată, indiferent de metoda utilizată; 
b) deteriorarea, distrugerea și/sau culegerea intenționată a cuiburilor și/sau ouălor din natură; 
c) culegerea ouălor din natură și păstrarea acestora, chiar dacă sunt goale; 
d) perturbarea intenționată, în special în cursul perioadei de reproducere sau de maturizare, dacă o astfel de perturbare este relevantă în contextul obiectivelor actului normativ; 
e) deținerea exemplarelor din speciile pentru care sunt interzise vânarea și capturarea; 
f) vânzarea, deținerea și/sau transportul în scopul vânzării și oferirii spre vânzare a acestora în stare vie ori moartă sau a oricăror părți ori produse provenite de la acestea, ușor de identificat.

## Conflictul dintre apicultori și prigorii

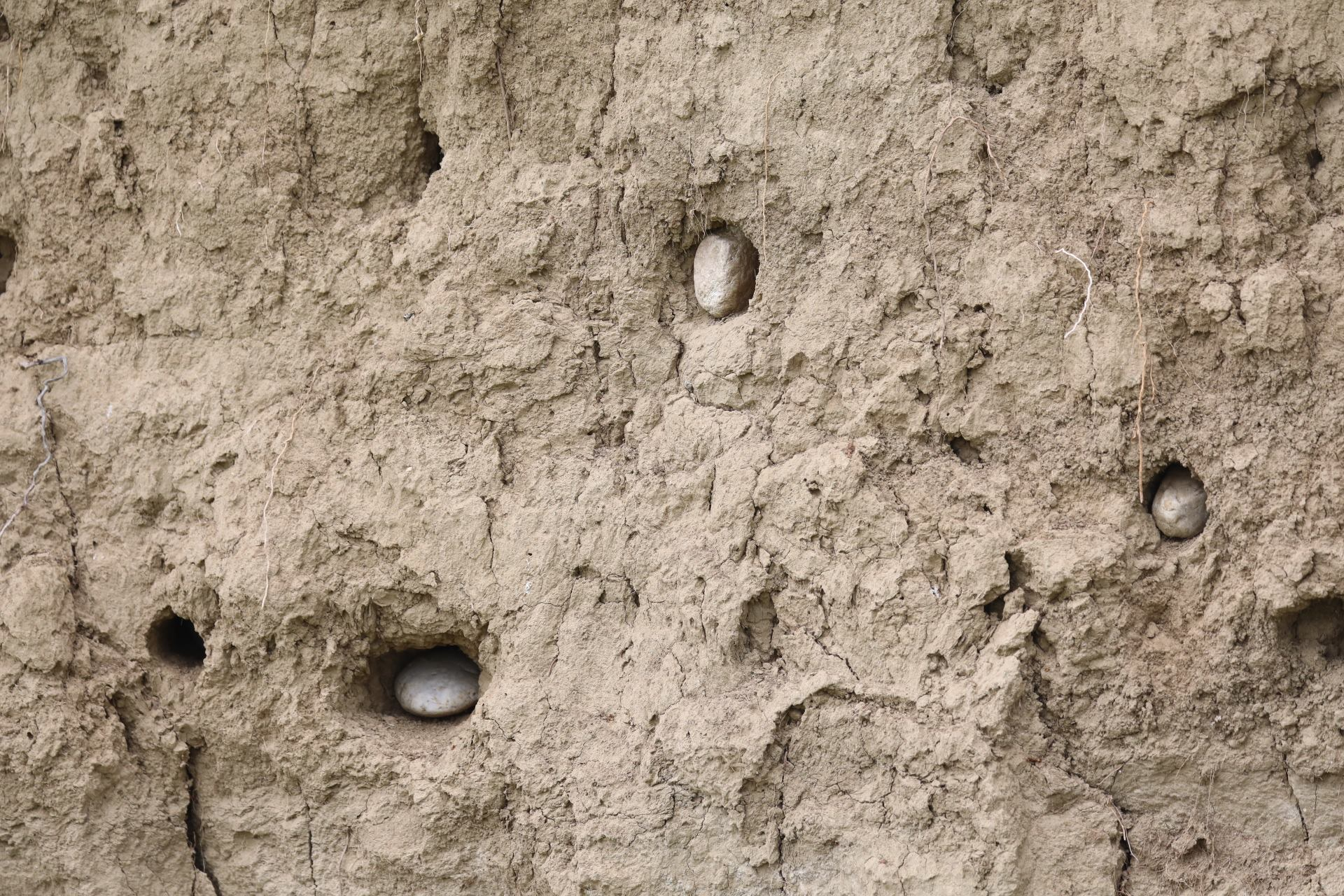
Colonie de prigorii (Merops apiaster) vandalizată de apicultorii care și-au așezat stupina lângă colonie (jud. Olt, România)

Conflictul dintre apicultori și prigorii datează de secole, din cauza consumului de albine și implicit pagubelor aduse stupinelor. Preferințele alimentare ale prigoriilor nu au fost niciodată pe placul apicultorilor care deseori iau măsuri radicale pentru eliminarea prigoriilor din apropierea stupinelor, deși prigoria este o specie protejată în România și la nivelul Uniunii Europene.
Ornitologii susțin că prigoriile consumă cantități mari de albine melifere numai în cazul în care stupina este înființată în apropierea unei colonii de prigorii din simplul motiv că sunt mai abundente decât alte insecte. De asemenea, observațiile lor arată că prigoriile nu zboară în mod intenționat în stupine, ele se hrănesc cu insectele capturate pe pășunile, pajiștile aflate din jurul coloniei. Observațiile cercetătorilor și ale apicultorilor din țară au mai arătat că aceste păsări intră în stupine numai în perioade reci și ploioase, când albinele nu părăsesc stupul și probabil și celelalte insecte sunt mai greu detectabile, ocazie cu care se ospătează cu albinele aflate pe scândura de zbor a stupului.
Prigoriile mai sunt acuzate de către apicultori și pentru inactivitatea albinelor muncitoare care ar rămâne în interiorul stupilor în cea mai mare parte a zilei, în loc să caute hrană. Cu toate acestea, un studiu efectuat în padurea de eucalipt din regiunea Alalous, la 80 km (50 mi) est de Tripoli, Libia, a demonstrat ștințific că prigoriile nu au fost principalul obstacol în calea hrănirii albinelor, ci dimpotrivă, în unele cazuri, rata de hrănire a fost mai mare în prezența păsărilor.
Apicultorii pot evita cu ușurință neplăcerile pricinuite de aceste păsări dacă nu își amplasează stupinele în apropierea coloniilor de prigorii și prin închiderea stupilor în perioadele reci și ploioase, dacă observă aglomerarea prigoriilor în zona stupinelor.

## Galerie

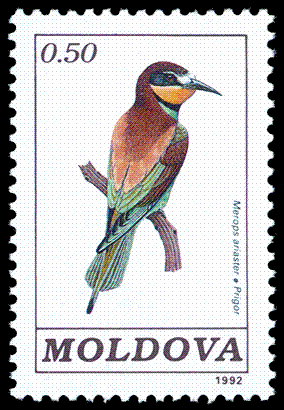
Prigorie pe un timbru poștal din R. Moldova (1992)
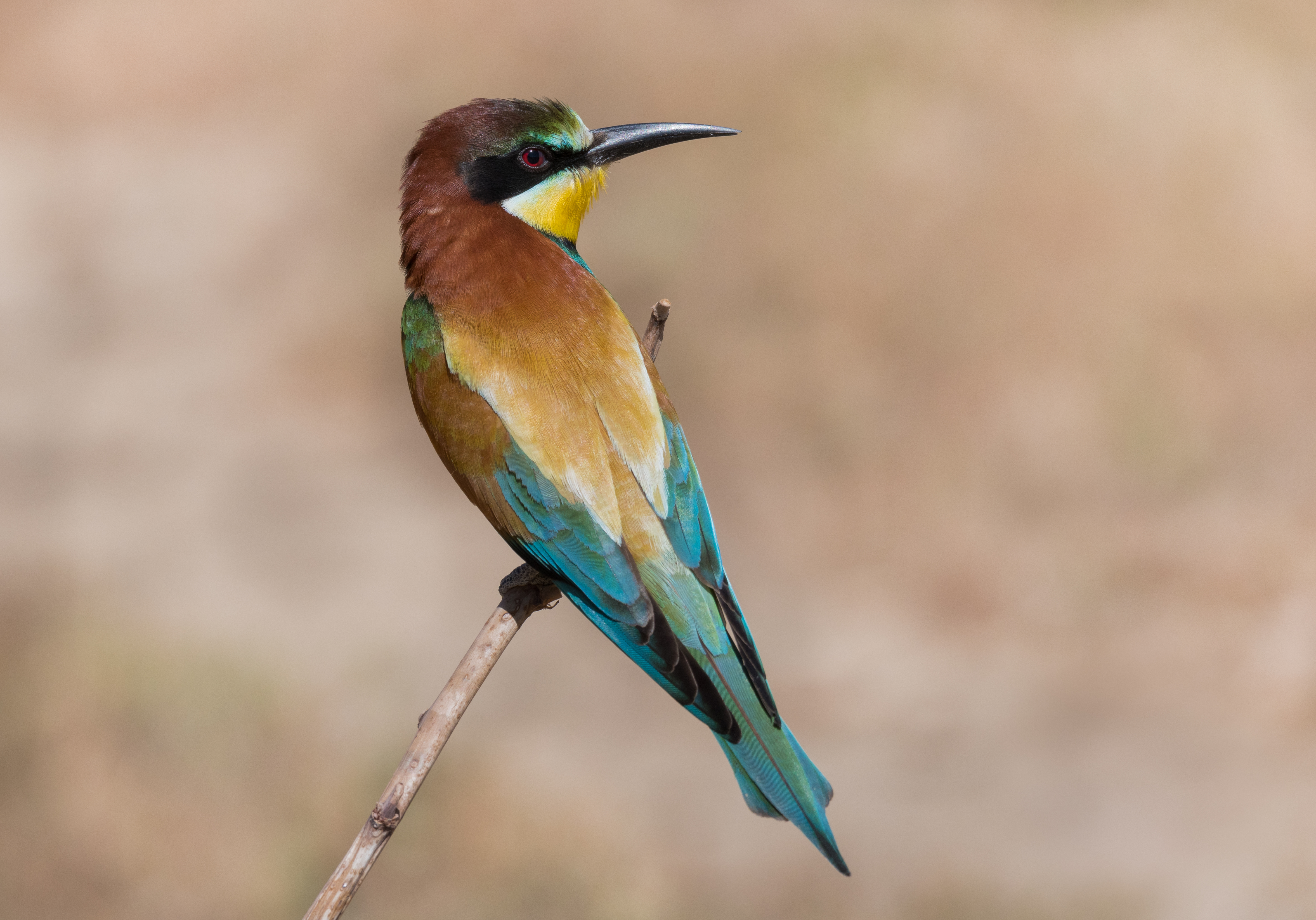
Merops apiaster (European Bee-eater) în Ichkeul National Park
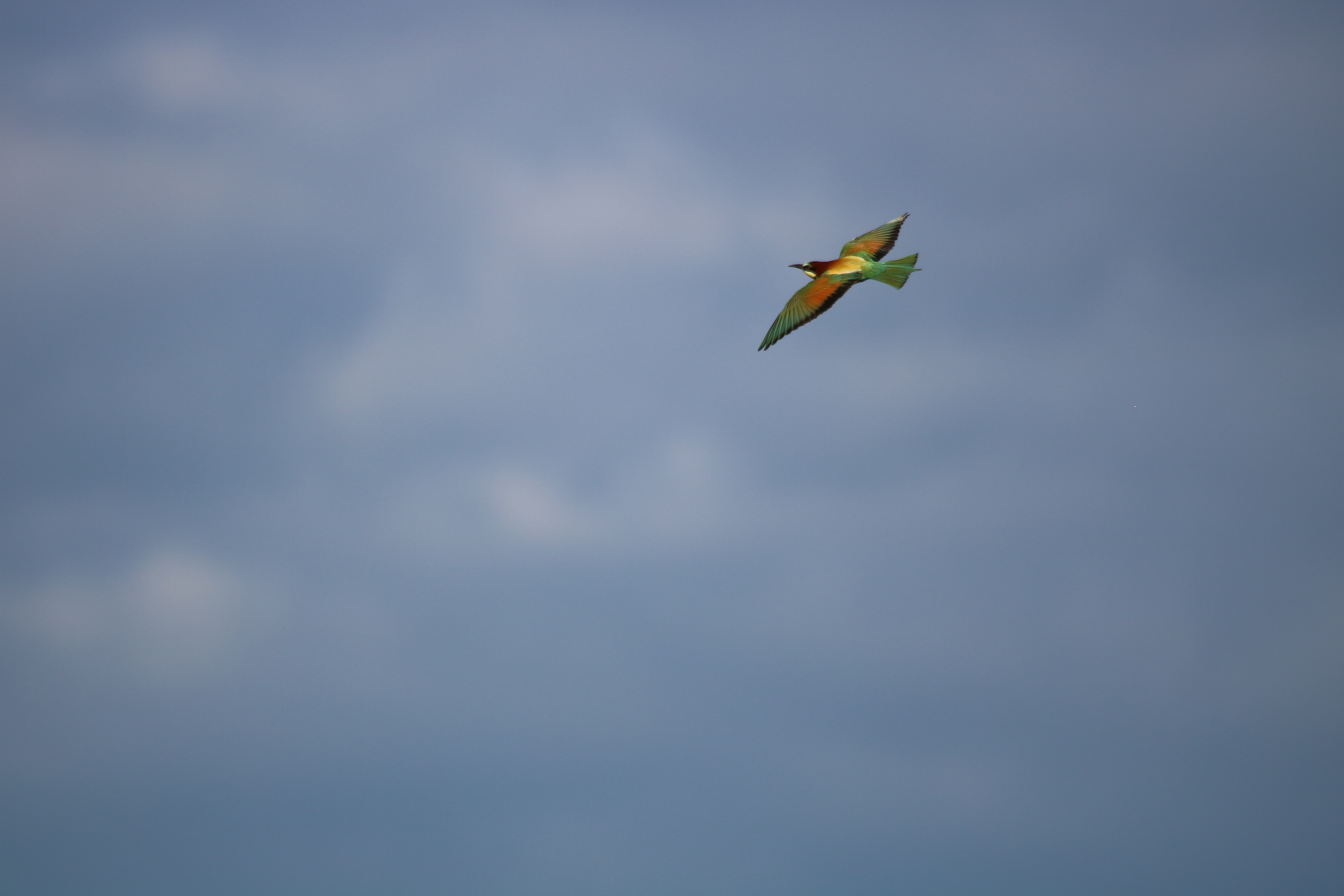
Prigorie în zbor
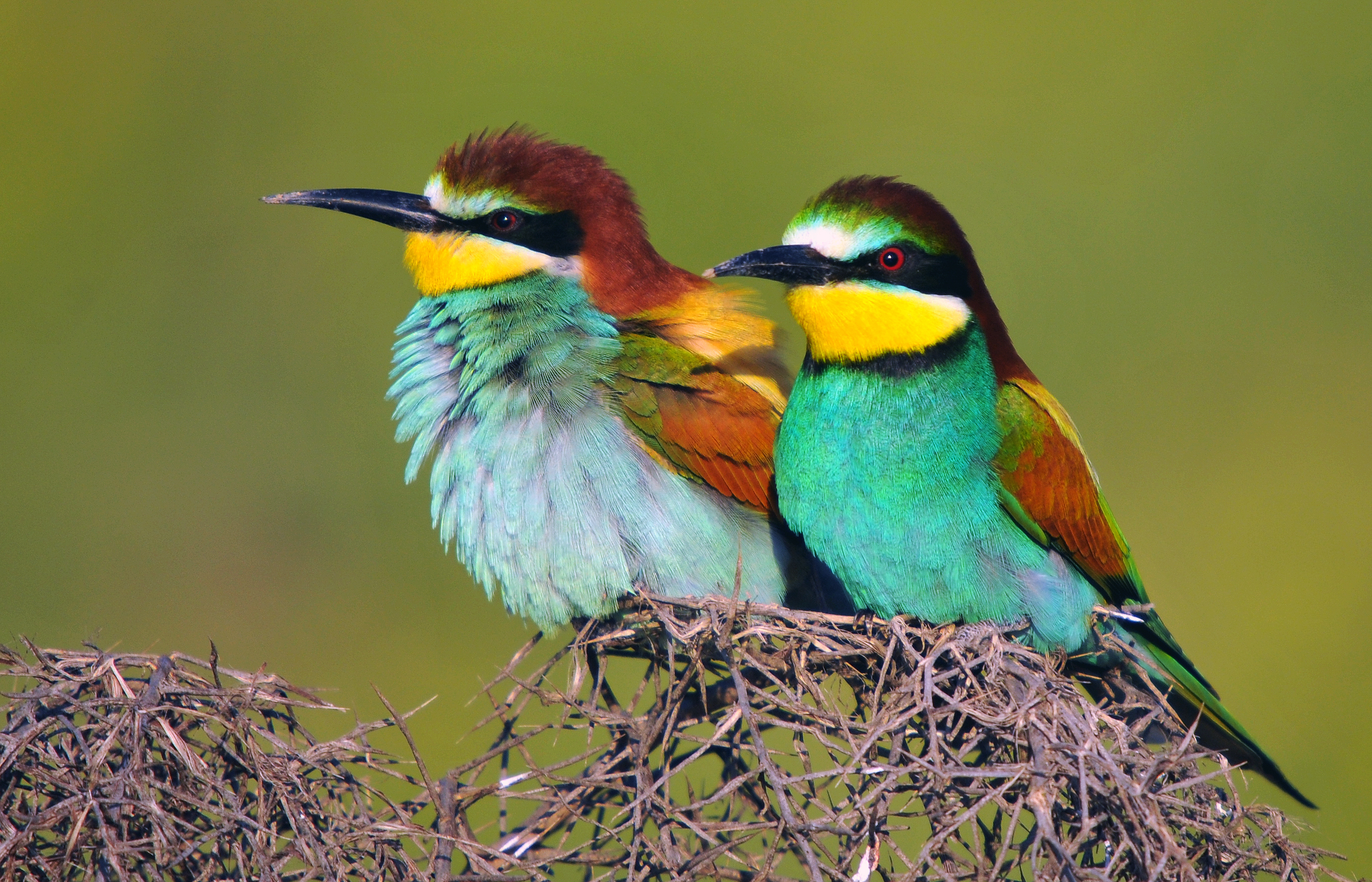
Pereche de prigorii
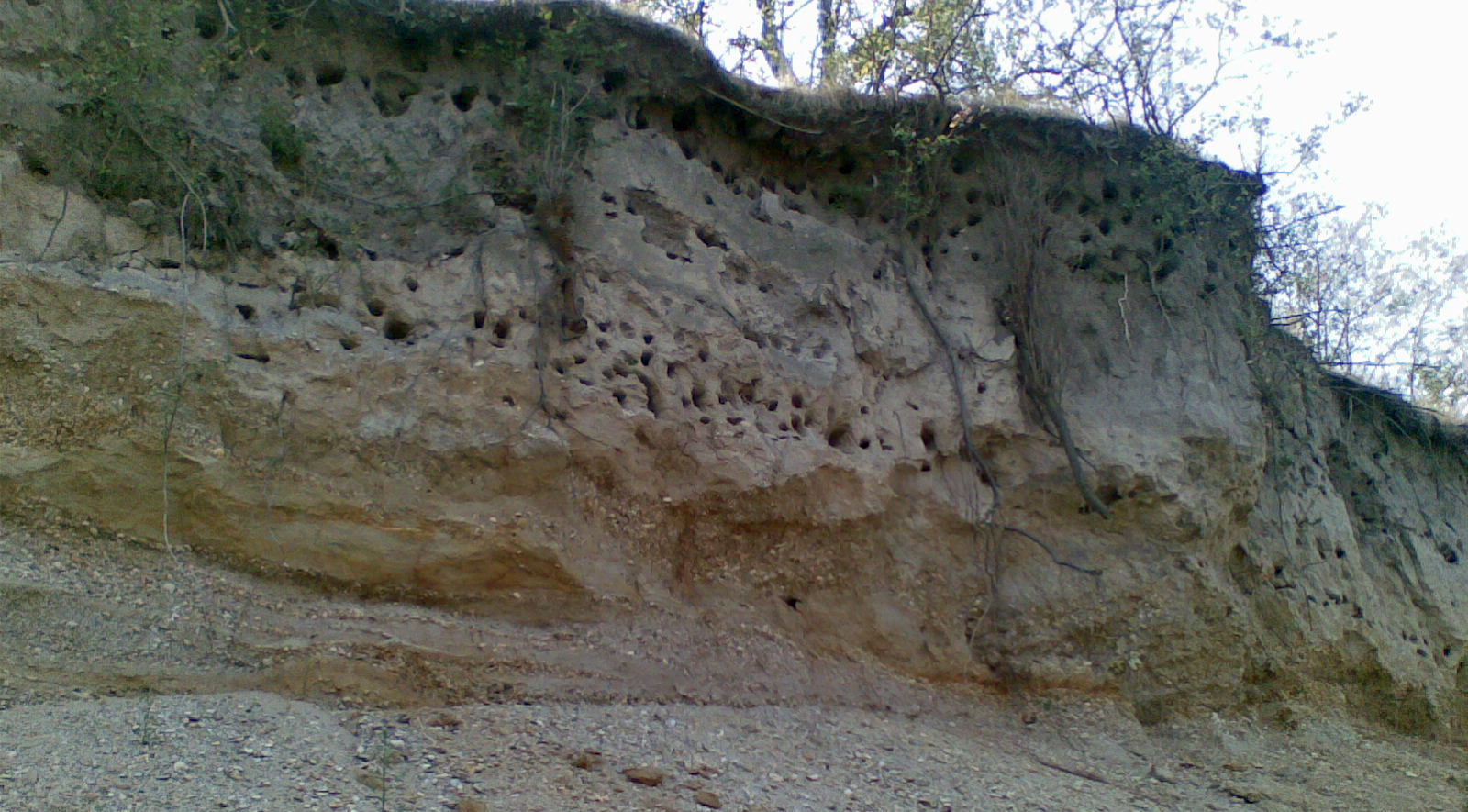
Galeriile dintr-o colonie de prigorii
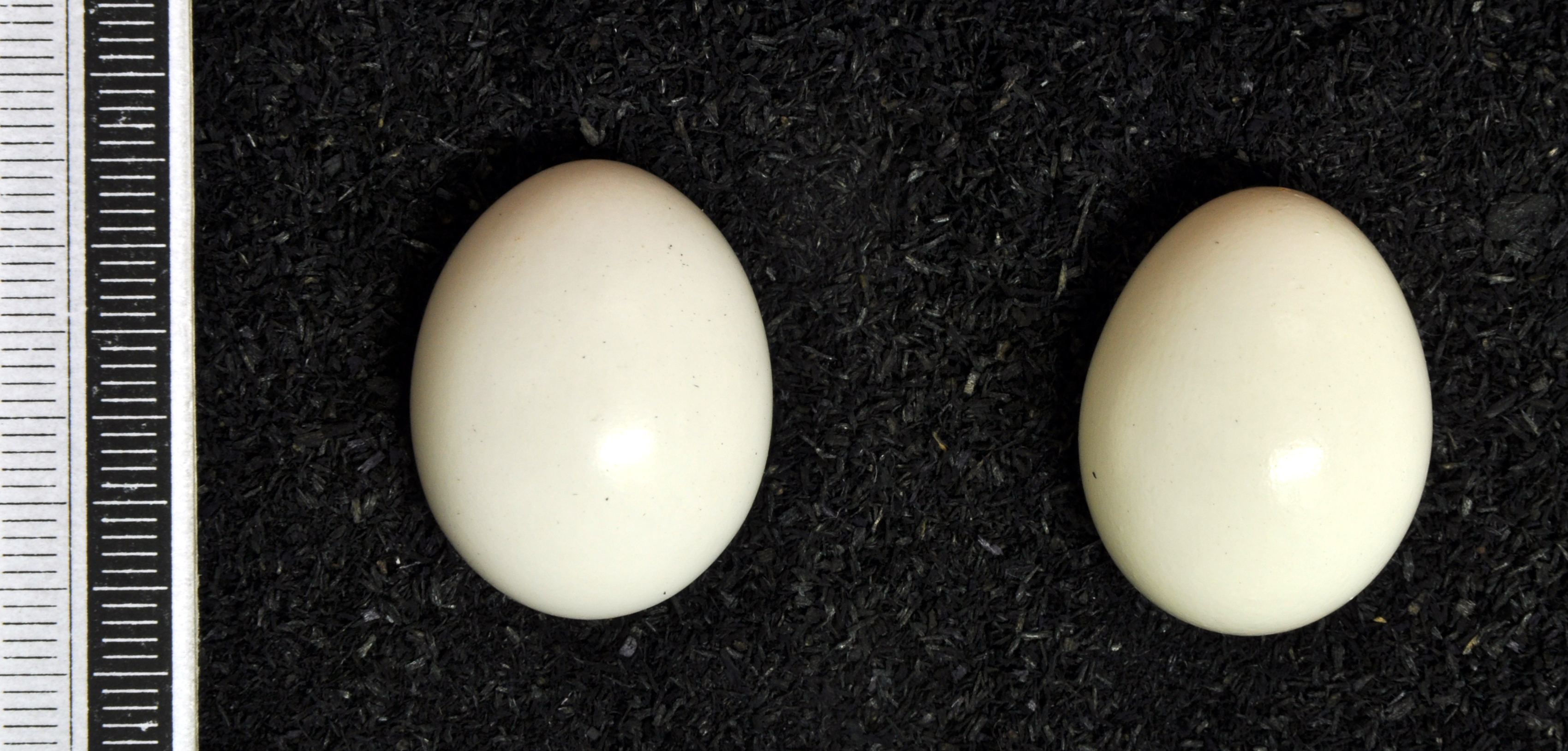
Ouăle prigoriilor